# Тіфані (алмаз)

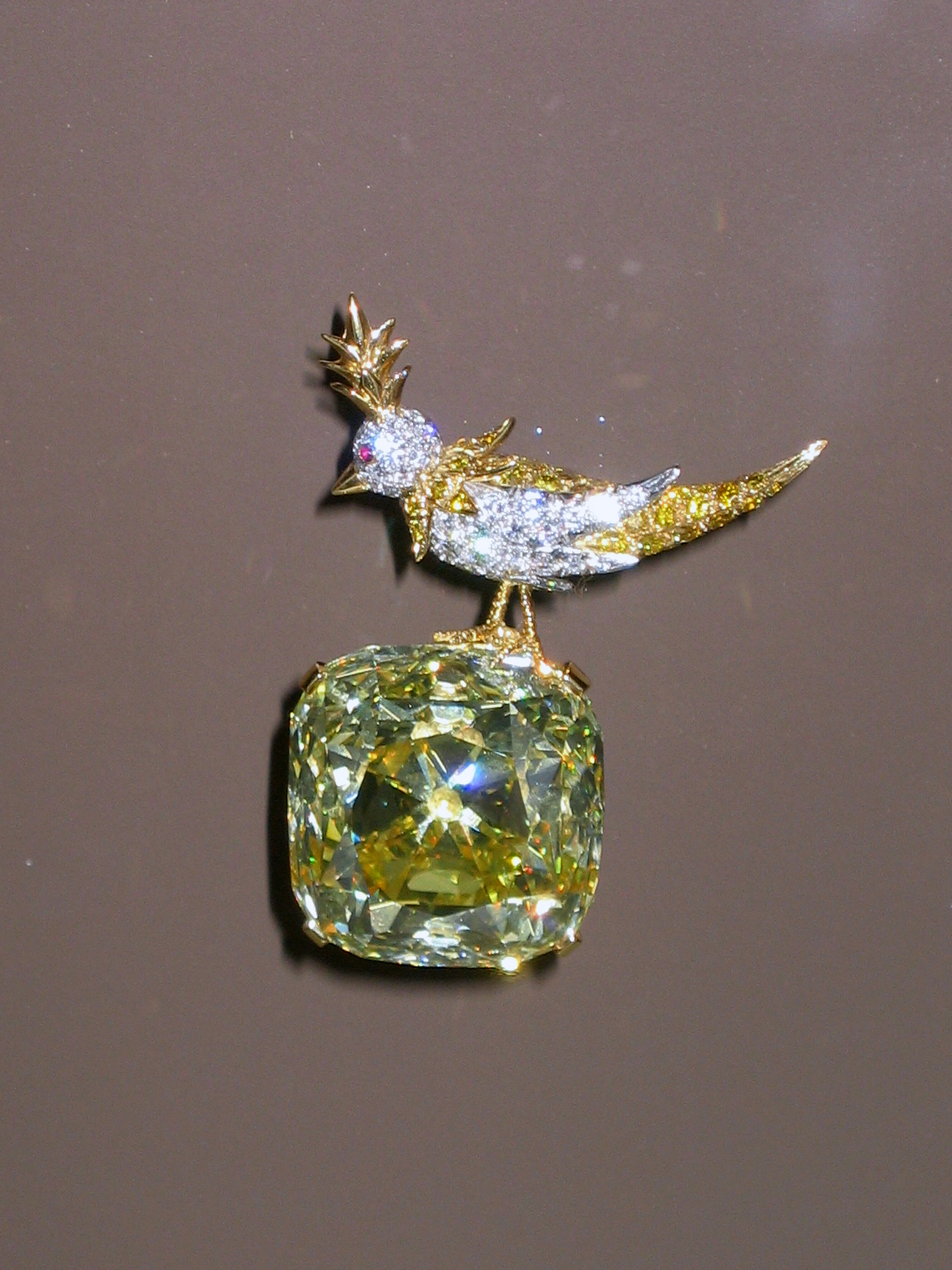
Діамант Тіфані у прикрасі «Птах на скелі»

Тіфані (Tiffany Yellow Diamond) — жовтий алмаз вагою 287,42ct з Південної Африки, знайдений у 1877 році. З алмазу було зроблено діамант масою 128,51 карати. Ціна — близько 30 $млн.

## Історія
У 1878 році камінь придбав Чарльз Тіффані, власник нью-йоркської ювелірної фірми «Тіффані» за $18 тис. Гемолог компанії, Джордж Фредерік Кунц, вивчав алмаз протягом року, після чого огранив його в Парижі. Маса каменя зменшується до 128,54 ct, камінь отримав 82 грані. Його параметри: 28,25 мм в довжину, 27 в ширину і 22,2 мм в товщину.
На Всесвітній виставці в Чикаго 1893 року діамант був ключовою коштовністю. В 1901 році на виставці в Буффало, Нью-Йорк, дорогоцінний камінь отримує найвищу нагороду.
У 1896 році віцекороль Китаю Лі Хунчжан відвідав Нью-Йорк і висловив бажання побачити на власні очі діамант Тіффані. Прохання від такої поважної особи вважалося честю й була задоволене належним чином, що подарувало каменю ще більше популярності.
У 1961 році ювелір Жан Мішель Шлюмберже створює на основі діаманта «Тіффані» кольє Ribbon Rosette.
У 1995 році камінь стає частиною брошки з птахом.
У дотепному рекламному оголошенні 1972 року в The New York Times компанія Tiffany & Co. заявляє про продаж діаманта за $ 5 000 000 (сьогоднішній еквівалент — понад $25 800 000) протягом 24 годин. Проте діамант так і залишається у володінні бренду.
У 2006 році діамант брав участь у вшануванні Національної колекції коштовних каменів в Національному музеї природної історії міста Вашингтона, округ Колумбія.
У 2012 році з нагоди святкування 175-річчя бренду Tiffany&Co. діамант звільняють від птиці й з'єднують з намистом з прозорих діамантів. Після появи на святкуванні ювілею намисто разом з діамантом повертається на своє постійне місце проживання — головний поверх флагманського магазина компанії на П'ятій авеню, Нью-Йорк. Діамант «Тіффані» носили лише кілька жінок: місис Мері Уайтхаус в 1957 році на балу Tiffany Feather Ball в Ньюпорті, штат Род-Айленд, Одрі Хепберн в 1961 році для рекламних фотографій кінострічки «Сніданок у Тіффані», Леді Гага у 2019 році для червоного килима премії «Оскар», Бейонсе у 2021 році для рекламної кампанії, у рамках якої Tiffany пообіцяли виділити $2 млн на стипендії в коледжах і університетах, в яких історично навчалися лише темношкірі люди.  